# Heidelinde Prüger
Heidelinde Prüger auch: Heidi Prüger (* 17. September 1973 in Wien) ist eine österreichische Literatin und Lyrikerin.
Heidelinde Prüger besuchte das neusprachliche Gymnasium in Neunkirchen und studierte von 1992 bis 1998 der Germanistik, Anglistik, Scottistik an der Universität Klagenfurt und an der Universität Edinburgh. Ein folgendes Doktoratsstudium in Klagenfurt und Salzburg schloss sie 2001  ab.
Prüger schreibt Gedichte und übersetzte schottische Poesie. Sie arbeitet mit dem Jazzmusiker Karl Heinz Bless zusammen. Prüger und Jazzmusiker Bless verarbeiten literarische Texte, Eigenkompositionen, Klassiker und Jazz-Standards zu einem poetischen Klangteppich, „der viel wiegt und weit fliegt“.
Prüger ist Mitglied beim niederösterreichischen PEN-Club.
Prüger lehrt 2012/2013 an den Tourismus Schulen Semmering.

## Auszeichnungen
- 1997 Arbeitsstipendium der Literaturabteilung des Bundeskanzleramtes
- 2001 Förderungspreis der Theodor-Körner-Stiftung
- 2001 Kulturpreis des Landes Niederösterreich für Geisteswissenschaften
- 2001 Würdigungspreis des Bundesministeriums für Unterricht, Kunst und Kultur in der Sparte Wissenschaft
- 2004 1. Preis beim Literaturwettbewerb Forum Land
- Ehrenmedaille der Österreichischen Albert-Schweitzer-Gesellschaft

## Publikationen
- The Righteousness of Life. William Soutar: A Poet’s Scottish Predilection for Philosophy. Frankfurt 1998. (Europäische Hochschulschriften). ISBN 978-3-631-33356-3.
- Bilder einer Stimme. Lyrik, 1999, ISBN 978-3-85252-316-3.
- mit James Wilkie: Frau Weberl schickt den Kaiser aus. Geschichte und Geschichten um die Habsburger und ihre Kaiservilla zu Bad Ischl. Österreichisches Literaturforum, Krems 2002.
- The Salzburg Book of Scottish Monks. Universität Salzburg 2001.
- Wir haben nichts damit zu tun. Lyrik im Angesicht der Shoah. Hermagoras Verlag, Klagenfurt 2001. ISBN 978-3-85013-987-8.
- Zigeuner sein. Jugendbuch, Hermagoras-Verlag, Klagenfurt 2001, ISBN 3-85013-814-3.

Übersetzungen
- Journey Without Ending. 2001. ISBN 3-901993-10-X.

Nachdichtungen aus dem Schottischen.
- William Soutar: Seeds in the Wind. Distln im Wind. Gedichte, 1998, ISBN 978-3-85252-267-8.